# Dogo (Niger)
Dogo ist eine Landgemeinde im Departement Mirriah in Niger.

## Geographie

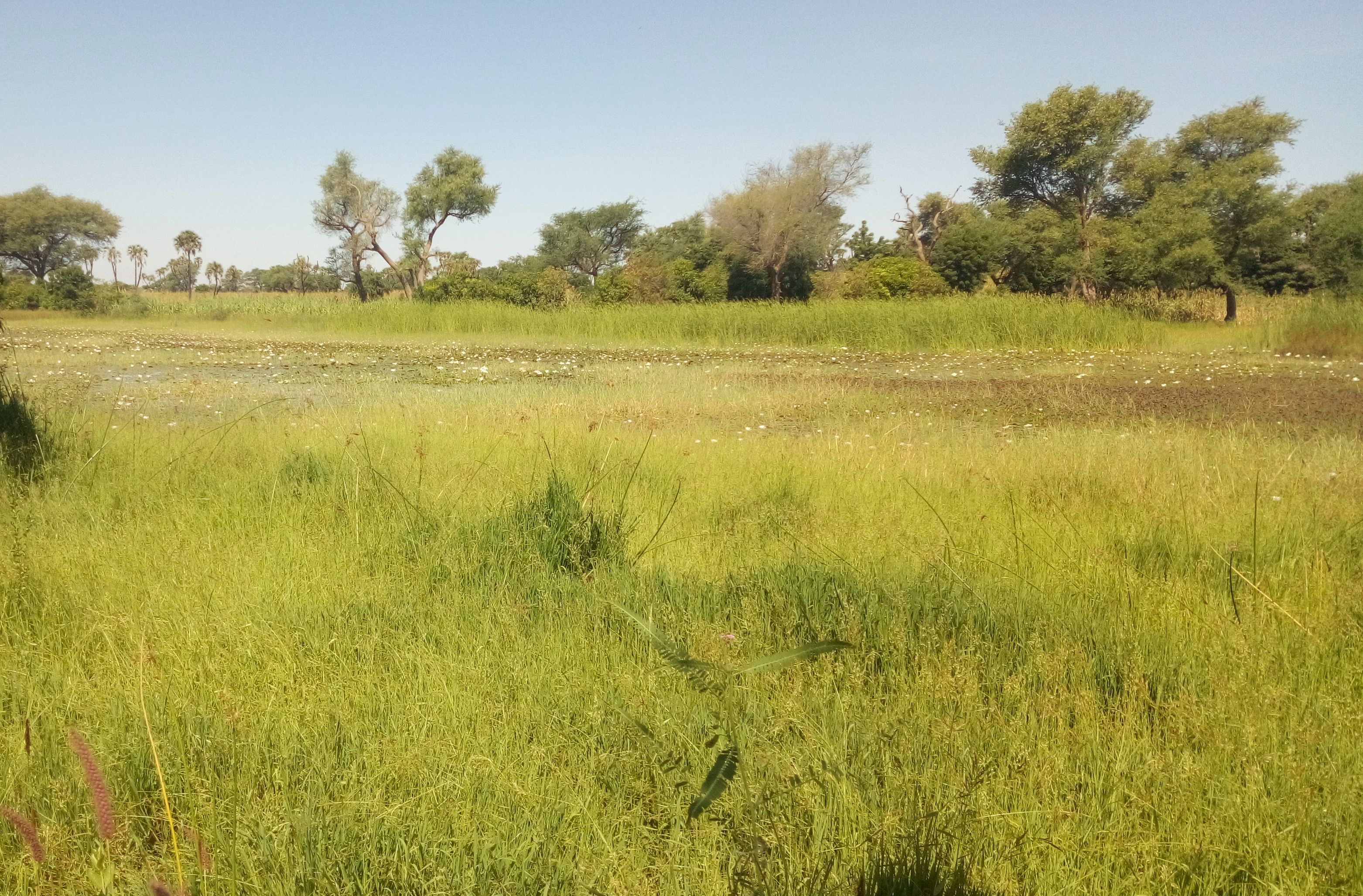
Das Trockental Korama beim Weiler Gada Garin Gjadi im Gemeindegebiet von Dogo (2021)

Dogo liegt am Übergang der Großlandschaft Sudan zur Sahelzone. Die Nachbargemeinden sind Droum, Kolléram und Zinder im Norden, Gouna im Osten, Bandé und Dungass im Süden sowie Matamèye und Yaouri im Westen.
Bei den Siedlungen im Gemeindegebiet handelt es sich um 76 Dörfer, 114 Weiler und 27 Lager. Davon wird der Weiler Nahouta auch von der Nachbargemeinde Droum beansprucht. Der Hauptort der Landgemeinde Dogo ist das Dorf Dogo. Es liegt auf einer Höhe von 413 m und hat den Charakter einer Oase.
Die Forêt classée de Korama am Trockental Korama ist ein 900 Hektar großes unter Naturschutz stehendes Waldgebiet im Gemeindegebiet von Dogo. Die Unterschutzstellung erfolgte 1952.

## Geschichte
Der Herrschaftssitz Dogo wurde um 1820 von Sultan Sélimane dan Tintouma seinem Sultanat Zinder angeschlossen, das zum Reich Bornu gehörte. Sultan Ibrahim dan Sélimane von Zinder, der von 1822 bis 1841 und von 1843 bis 1850 regierte, ermunterte Tuareg aus dem Aïr sich in seinem Sultanat anzusiedeln. Er stellte deren versklavten Ackerbauern, den Iklan, Land bei den Dörfern Dogo, Baban Tapki, Droum, Gouna und Zermou zur Verfügung. Ende des 19. Jahrhunderts boten die Märkte von Dogo und weiteren Dörfern in der Region dem in der Stadt Zinder ansässigen bedeutenden Händler Malan Yaroh jene Handwerksprodukte, Pelze, Tierhäute und Henna, die er für den Transsaharahandel benötigte.

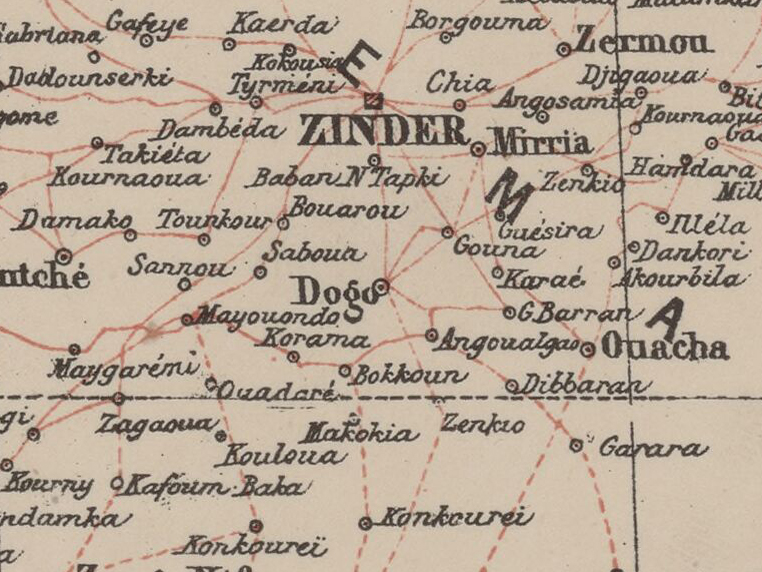
Ausschnitt einer Karte von 1903 mit Dogo im Zentrum

Frankreich besetzte 1899 das Sultanat Zinder, bei dem es bis zur Unabhängigkeit Nigers 1960 verblieb. Der Markt von Dogo war einer der kleinen Märkte in der Region, die zu Beginn des 20. Jahrhunderts von der französischen Verwaltung zugelassen wurden. Die 227 Kilometer lange Piste für Reiter zwischen den Städten Zinder und Kano, die durch Dogo führte, galt in den 1920er Jahren als einer der Hauptverkehrswege in der damaligen Kolonie Niger. Der Naturforscher Angus Buchanan berichtete von einer Termitenplage im Ort bei seinem Besuch im Jahr 1920.
Die Landgemeinde Dogo ging 2002 im Zuge einer landesweiten Verwaltungsreform aus dem Kanton Dogo hervor. Bei Überschwemmungen im Jahr 2008 erlitten über 1300 Einwohner materielle Schäden. Es wurden 185 Häuser völlig zerstört und 74 Felder überflutet.

## Bevölkerung
Bei der Volkszählung 2012 hatte die Landgemeinde 113.447 Einwohner, die in 19.457 Haushalten lebten. Bei der Volkszählung 2001 betrug die Einwohnerzahl 61.551 in 11.793 Haushalten.
Im Hauptort lebten bei der Volkszählung 2012 10.218 Einwohner in 1862 Haushalten, bei der Volkszählung 2001 7058 in 1349 Haushalten und bei der Volkszählung 1988 5130 in 952 Haushalten.
In ethnischer Hinsicht ist die Gemeinde ein Siedlungsgebiet von Damagarawa, Daurawa, Fulbe, Iklan und Kanuri. In Dogo leben außerdem Angehörige der vor allem Agropastoralismus betreibenden Tuareg-Untergruppen Iguimirdan und Tafazarak.

## Politik
Der Gemeinderat (conseil municipal) hat 25 gewählte Mitglieder. Mit den Kommunalwahlen 2020 sind die Sitze im Gemeinderat wie folgt verteilt: 7 PNDS-Tarayya, 4 ARD-Adaltchi Mutunchi, 4 RDP-Jama’a, 2 MNSD-Nassara, 2 PDP-Annour, 2 PJP-Génération Doubara, 2 PSD-Bassira und 2 RANAA.
Jeweils ein traditioneller Ortsvorsteher (chef traditionnel) steht an der Spitze von 68 Dörfern in der Gemeinde, darunter dem Hauptort.

## Wirtschaft und Infrastruktur

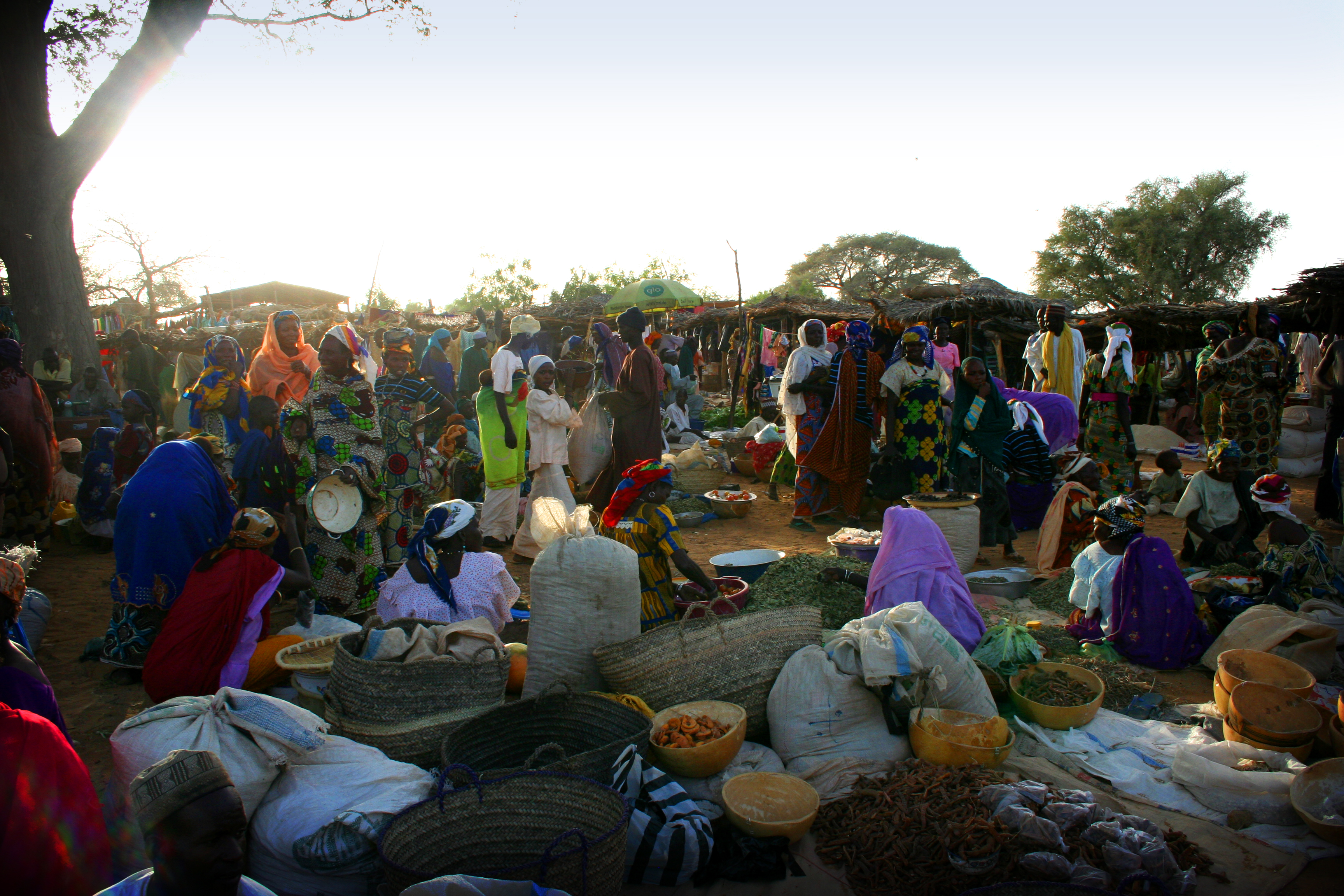
Markt in Dogo (2009)

Die Gemeinde liegt am Übergang der Zone des Regenfeldbaus des Nordens zur Zone der Bewässerungsfeldwirtschaft des Südens. Am Trockental Korama wird Nassreisanbau betrieben. Beim Teich Mare de Garaké beim Dorf Garaké werden Obst und Gemüse angebaut. Im Hauptort wird ein Wochenmarkt abgehalten. Das staatliche Versorgungszentrum für landwirtschaftliche Betriebsmittel und Materialien (CAIMA) unterhält eine Verkaufsstelle im Hauptort.
Gesundheitszentren des Typs Centre de Santé Intégré (CSI) sind im Hauptort sowie in den Siedlungen Gojo Gojo und Korama vorhanden. Die Gesundheitszentren im Hauptort und in Korama verfügen jeweils über ein eigenes Labor und eine Entbindungsstation. Der CEG Dogo und der in der Siedlung Gada Garin Gjadi gelegene CEG Gada (Koutchika) sind allgemein bildende Schulen der Sekundarstufe des Typs Collège d’Enseignement Général (CEG). Beim Centre de Formation aux Métiers de Dogo (CFM Dogo) handelt es sich um ein Berufsausbildungszentrum.
An der 980,9 Kilometer langen Nationalstraße 11 zwischen Nigeria und Algerien liegen der Hauptort und der Weiler Gada Garin Gjadi. Darüber hinaus gibt es mehrere wenig ausgebaute Landstraßen: Im Hauptort zweigt die 29,4 Kilometer lange Route 718 nach Mirriah ab. Im Dorf Magéma enden die in Doungou beginnende 25,76 Kilometer lange Route 740, die in Droum beginnende 17,12 Kilometer lange Route 753 und die im Dorf Korama beginnende 9,2 Kilometer lange Route 761. Von Gada Garin Gjadi führt die 53,24 Kilometer lange Route 743 nach Gidan Moutoun Daya und die 23,26 Kilometer lange Route 754 nach Guirari.